# Aglais ichnusa
Aglais ichnusa is een vlinder uit de familie Nymphalidae. De wetenschappelijke naam van de soort is, als Vanessa ichnusa, gepubliceerd in 1826 door Franco Andrea Bonelli.
Als waardplant gebruikt de soort grote brandnetel. Er vliegen generaties per jaar.
De soort komt voor op Corsica en Sardinië, op hoogtes hoger dan 700 meter boven zeeniveau.